# The Death of Poor Joe
The Death of Poor Joe er en britisk stumfilm fra 1901 af George Albert Smith.

## Medvirkende
- Laura Bayley som Joe
- Tom Green